# Carmine Abbagnale
Carmine Abbagnale (Pompeya, 5 de enero de 1962) es un deportista italiano que compitió en remo. Sus hermanos Giuseppe y Agostino y su sobrino Vincenzo compitieron en el mismo deporte.
Participó en cuatro Juegos Olímpicos de Verano, entre los años 1984 y 1996, obteniendo tres medallas, oro en Los Ángeles 1984, oro en Seúl 1988 y plata en Barcelona 1992, en la prueba de dos con timonel.
Ganó once medallas en el Campeonato Mundial de Remo entre los años 1981 y 1994.

## Palmarés internacional
| Juegos Olímpicos   | Juegos Olímpicos              | Juegos Olímpicos  | Juegos Olímpicos |
| Año                | Lugar                         | Medalla           | Prueba           |
| ------------------ | ----------------------------- | ----------------- | ---------------- |
| 1984               | Los Ángeles (Estados Unidos)  | Medalla de oro    | Dos con timonel  |
| 1988               | Seúl (Corea del Sur)          | Medalla de oro    | Dos con timonel  |
| 1992               | Barcelona (España)            | Medalla de plata  | Dos con timonel  |
| Campeonato Mundial |                               |                   |                  |
| Año                | Lugar                         | Medalla           | Prueba           |
| 1981               | Múnich (RFA)                  | Medalla de oro    | Dos con timonel  |
| 1982               | Lucerna (Suiza)               | Medalla de oro    | Dos con timonel  |
| 1983               | Duisburgo (RFA)               | Medalla de bronce | Dos con timonel  |
| 1985               | Malinas (Bélgica)             | Medalla de oro    | Dos con timonel  |
| 1986               | Nottingham (Reino Unido)      | Medalla de plata  | Dos con timonel  |
| 1987               | Copenhague (Dinamarca)        | Medalla de oro    | Dos con timonel  |
| 1989               | Bled (Yugoslavia)             | Medalla de oro    | Dos con timonel  |
| 1990               | Tasmania (Australia)          | Medalla de oro    | Dos con timonel  |
| 1991               | Viena (Austria)               | Medalla de oro    | Dos con timonel  |
| 1993               | Račice (República Checa)      | Medalla de plata  | Dos con timonel  |
| 1994               | Indianápolis (Estados Unidos) | Medalla de plata  | Dos con timonel  |